# Le Forgeron du village
Pour plus de détails, voir Fiche technique et Distribution.
Le Forgeron du village (The Village Blacksmith) est un film muet américain réalisé par John Ford, sorti en 1922.

## Synopsis
La rivalité, sur plusieurs années, entre un forgeron et un écuyer pour le cœur d'une jeune femme.

## Fiche technique
- Titre original : The Village Blacksmith
- Titre français : Le Forgeron du village
- Réalisation : John Ford (crédité Jack Ford)
- Scénario : Paul Sloane, d'après le poème du même titre d'Henry Wadsworth Longfellow
- Photographie : George Schneidermann
- Production : William Fox
- Société de production : Fox Film Corporation
- Société de distribution : Fox Film Corporation
- Pays de production :  États-Unis
- Langue originale : anglais
- Format : noir et blanc - 35 mm - 1,33:1 - Film muet
- Genre : drame
- Durée : 80 minutes
- Date de sortie :
  - États-Unis : 2 novembre 1922 (première à New York)
- Licence : Domaine public

## Distribution

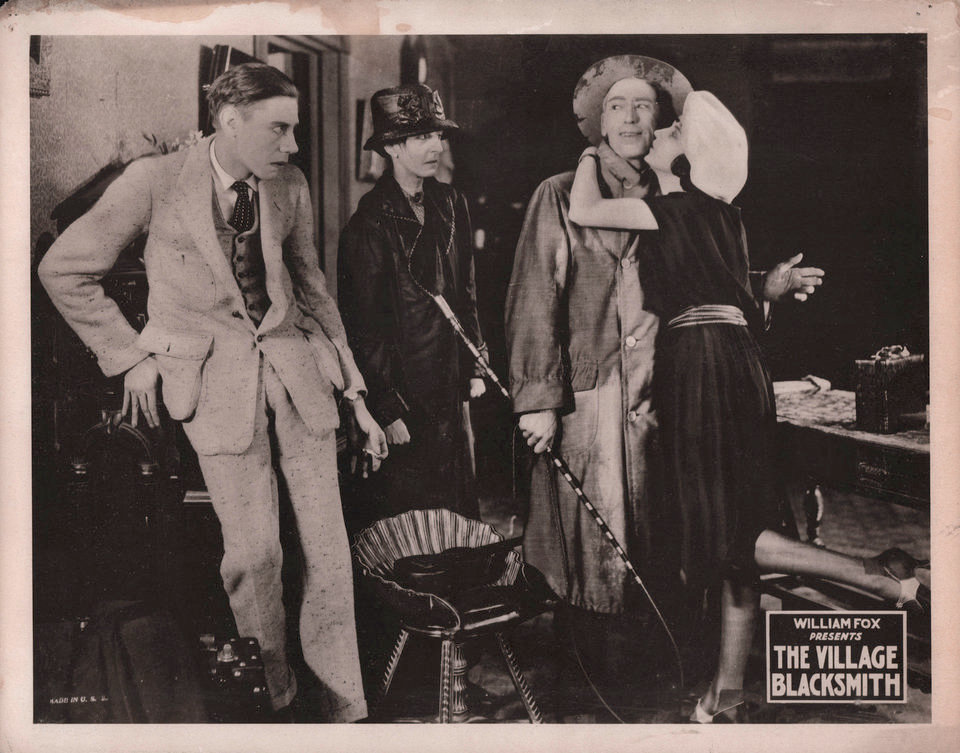
Scène du film.

- William Walling : John Hammond, le forgeron
- Virginia True Boardman : Mme John Hammond
- Virginia Valli : Alice Hammond, leur fille
- Ida Mae McKenzie : Alice enfant
- David Butler : Bill Hammond, fils
- Gordon Griffith : Bill enfant
- George Hackathorne : Johnnie Hammond, autre fils
- Pat Moore : Johnnie enfant
- Tully Marshall : Ezra Brigham, l'écuyer
- Ralph Yearsley : Anson Brigham, son fils
- Henri De La Garrigue : Anson enfant
- Francis Ford : Asa Martin
- Bessie Love : Rosemary Martin, sa fille
- Helen Field : Rosemary enfant
- Lon Poff : Gideon Crane
- Si Jenks : Elmer, invité au mariage
- Lucille Hutton : la jeune fille délurée

## Autour du film
La version complète du film est présumée perdue, il ne subsiste qu'une bobine du film conservée à l'UCLA Film and Television Archive.
Le réalisateur japonais Hiroshi Shimizu a réalisé une adaptation de ce film, Le Forgeron de la forêt, sortie en 1929.